# František Nepil

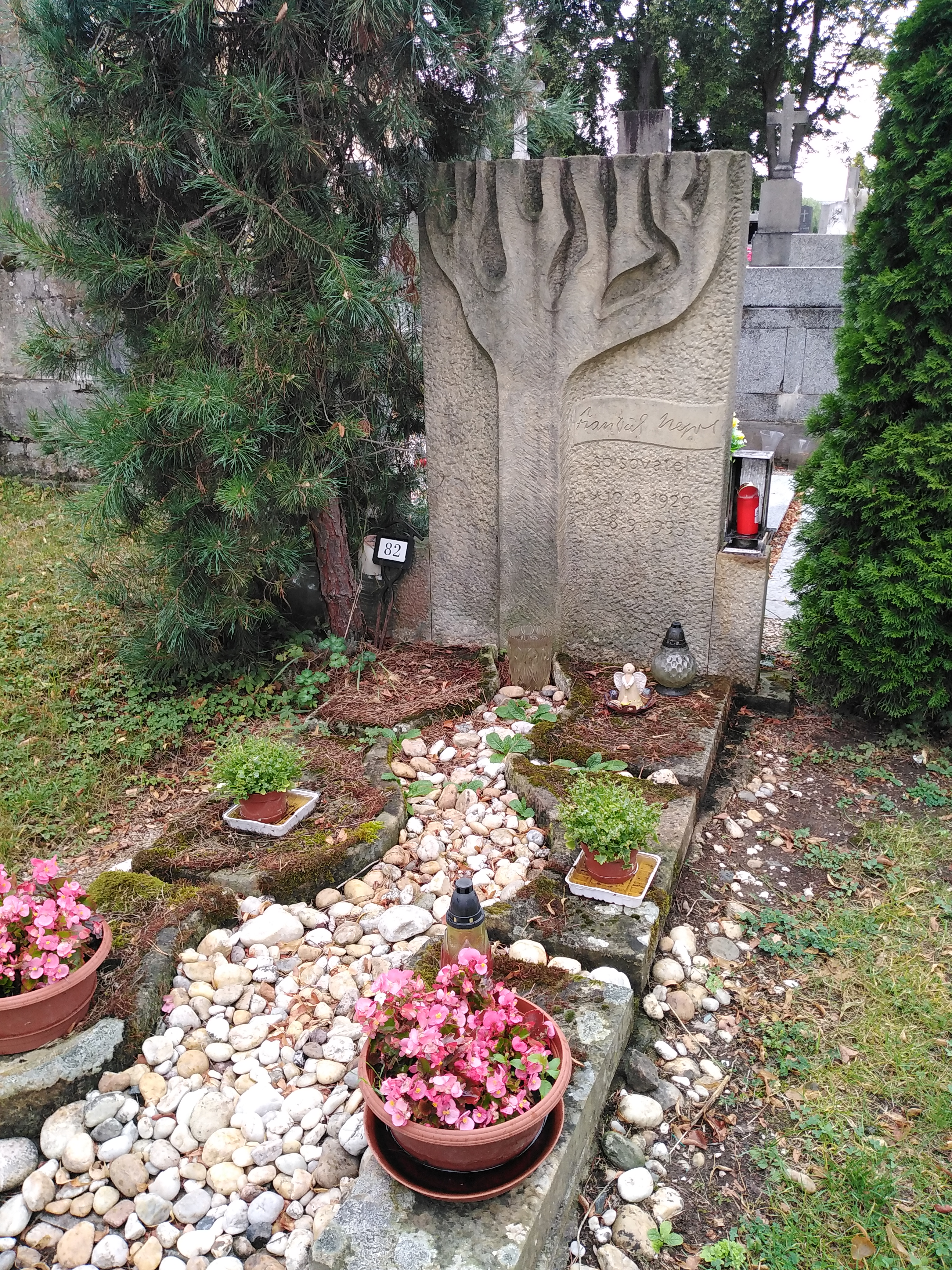
Hrob Františka Nepila ve Stradonicích

František Nepil (10. února 1929 Hýskov – 8. září 1995 Praha) byl český spisovatel.

## Život
Po maturitě na obchodní akademii (1948) se stal propagačním referentem. V této době pracoval i jako textař.
Od šedesátých let publikoval mj. v časopisech Plamen, Literární noviny, Dikobraz, Kmen či Tvorba.
Od roku 1969 pracoval v redakci vysílání pro děti a mládež v Československém rozhlase. Dlouhá léta působil jako autor a osobitý vypravěč celoročních cyklů minifejetonů. Od roku 1972 byl spisovatelem na volné noze.
| „                   | Kdybych měl říci, čím je František Nepil, řekl bych, že vypravěčem. A to je vzácné, protože vypravěčů ubývá. Kdyby v nějaké zemi ubývalo hlíny, mizeli by hrnčíři. A vypravěčů ubývá po celém světě proto, že mizí posluchači. Ono totiž vyprávět je těžké. Skoro tak těžké, jako naslouchat. František Nepil je rozený vypravěč, ne snad povoláním, ale posláním. Když se ozve jeho hlas, zabrání to člověku spěchat. A teprve potom pochopíme, že jsme vlastně nikam nespěchali a čas, kdy jsme se zastavili s Františkem Nepilem, byl časem dobrým a požehnaným. | “ |
| — Miroslav Horníček | |   |

V březnu 1995 přednesl na výstavě T.G. Masaryk, člověk a umění, kterou uspořádalo Masarykovo demokratické hnutí v Praze na Národní třídě, poutavé a výborně připravené přednášky "Masarykovy cesty světem" a o "Generálovi Hasalovi-Nižborském". Masarykovy cesty doložil i vhodně vypracovanou speciální mapou. Zajímavé bylo tehdy i jeho vyprávění o osudech památek na prezidenta Masaryka na Křivoklátsku (most TGM ve Zbečně, busta v Nižboru) a v okolí jeho rodného Hýskova, kam se dokonce dostal TGM z Lán i na koni.
Byl velkým obdivovatelem a příznivcem sportu a konkrétně pražské Sparty.

## Dílo
Jeho dílo bylo populární i díky jeho ranním rozhlasovým vystoupením.
- Kde jsi chodil, Satane? (1966) – soubor povídek
- Srpen s Bejbinkou (1966)
- Jak se dělá chalupa (1968)
- Střevíce z lýčí (1982)
- Dobré a ještě lepší jitro (1983) – knižní vydání jeho rozhlasových pořadů
- Apokryfy z éteru (1989)
- Kněžnin prsten (1990)
- Malý atlas mého srdce (1991)
- Dobrou a ještě lepší neděli (1992)
- Lipová alej (1985)
- Dobrá a ještě lepší jitra (1996) – vydané posmrtně
- Satan s prstenem (1996) – vydané posmrtně

### Pro děti
- Kola, strojky, nápady (1963)
- Pohádky z pekelce (1967)
- Lišky, dobrou noc (1971)
- Já Baryk (1977) – také zfilmované jako večerníček
- Polní žínka Evelínka (1979)
- Naschválníčci (1981)
- Makový mužíček (1985) – také zfilmované jako večerníček
- Pět báječných strýčků (1987)
- Štuclinka a Zachumlánek (1994) – také zfilmované jako večerníček

Kromě této tvorby je autorem řady scénářů a televizních pohádek.